# Perceptron multicouche
En intelligence artificielle, plus précisément en apprentissage automatique, le perceptron multicouche (multilayer perceptron MLP en anglais) est un type de réseau neuronal artificiel organisé en plusieurs couches. Un perceptron multicouche possède au moins trois couches : une couche d'entrée, au moins une couche cachée, et une couche de sortie. Chaque couche est constituée d'un nombre (potentiellement différent) de neurones. L'information circule de la couche d'entrée vers la couche de sortie uniquement : il s'agit donc d'un réseau à propagation directe (feedforward).  Les neurones de la dernière couche sont les sorties du système global.
Le perceptron a été inventé en 1957 par Frank Rosenblatt au Cornell Aeronautical Laboratory,. Dans cette première version le perceptron était alors mono-couche et n'avait qu'une seule sortie à laquelle toutes les entrées étaient connectées.

## Structure

Un perceptron qui calcule le OU logique.

Les premiers perceptrons étaient constitués d'une unique couche. On pouvait calculer le OU logique avec un perceptron. Par contre, les premiers perceptrons n'étaient pas capables de résoudre des problèmes non linéaires comme le OU exclusif (XOR). Cette limitation fut supprimée au travers de la rétropropagation du gradient de l'erreur dans les systèmes multicouches, proposé par Paul Werbos (en) en 1974 et mis au point douze années plus tard, en 1986 par David Rumelhart (en).
Dans le perceptron multicouche à rétropropagation, les neurones d'une couche sont reliés à la totalité des neurones des couches adjacentes. Ces liaisons sont soumises à un coefficient altérant l'effet de l'information sur le neurone de destination. Ainsi, le poids de chacune de ces liaisons est l'élément clef du fonctionnement du réseau : la mise en place d'un perceptron multicouche pour résoudre un problème passe donc par la détermination des meilleurs poids applicables à chacune des connexions inter-neuronales. Ici, cette détermination s'effectue au travers d'un algorithme de rétropropagation.
Les sorties de chaque neurone de cette couche sont envoyées à la couche suivante, appelée couche cachée, où elles sont combinées et transformées par des fonctions d'activation non linéaires. Cette couche cachée peut avoir un nombre quelconque de neurones, et peut être composée de plusieurs sous-couches si nécessaire.

### Exemple: MLP qui calcule le OU exclusif

Un perceptron multi-couche qui calcule le OU exclusif (XOR).

La figure à droite montre un perceptron multi-couche qui calcule le OU exclusif (XOR). C'est un réseau à trois couches. La couche d'entrée possède deux neurones : {\displaystyle x} et {\displaystyle y}. La couche cachée possède 3 neurones. La dernière couche est la couche de sortie et possède un neurone de sortie.

### Algorithme de propagation
Expliquons le passage des valeurs d'une couche avec {\displaystyle n} valeurs à la couche suivante avec {\displaystyle m} valeurs. On note {\displaystyle x=(x_{1},\dots ,x_{n})} l'entrée, c'est-à-dire le vecteur de taille {\displaystyle n} des valeurs prises à une certaine couche. On note {\displaystyle y=(y_{1},\dots ,y_{m})} le vecteur de taille {\displaystyle m} des valeurs prises à la couche suivante. 
On note {\displaystyle W} la matrice des poids des connexions entre deux couches successives. Cette matrice est de taille {\displaystyle m\times n}, avec {\displaystyle m} lignes et {\displaystyle n} colonnes. A à la ligne {\displaystyle i}, colonne {\displaystyle j}, on trouve le poids {\displaystyle w_{ij}} entre l'entrée {\displaystyle x_{j}} et la sortie {\displaystyle y_{i}}. On note {\displaystyle B} le vecteur des biais ajoutés aux moyennes pondérés des entrées de chaque couches : 
{\displaystyle W={\begin{pmatrix}w_{11}&\cdots &w_{1n}\\\vdots &\ddots &\vdots \\w_{m1}&\cdots &w_{mn}\end{pmatrix}}{\text{ et }}B={\begin{pmatrix}b_{1}\\\vdots \\b_{m}\end{pmatrix}}}
L'entrée {\displaystyle x} est propagé à la couche suivante en faisant la moyenne pondéré par les poids de {\displaystyle W} à laquelle on ajoute les biais {\displaystyle B}. Autrement la sortie {\displaystyle y} est donnée par la formule :{\displaystyle y=\sigma (Wx+B)}où {\displaystyle \sigma } est une fonction d'activation, comme par exemple la fonction sigmoïde, ou la fonction ReLU. Autrement dit, la valeur dans le {\displaystyle j}-ème neurone de la couche suivante vaut :
{\displaystyle y_{i}=\sigma (\sum _{j=1}^{n}w_{ij}x_{j}+b_{i})}

## Apprentissage

### Calcul de l'erreur
En connaissant la valeur attendue {\textstyle e_{i}} à la sortie d'un perceptron pour des entrées données, on peut calculer l'écart avec la prédiction grâce à une fonction objectif {\displaystyle \operatorname {C} }, le plus souvent l'erreur quadratique moyenne (abrégée {\displaystyle \operatorname {MSE} }), telle que :
{\displaystyle \operatorname {MSE} (e_{i},y_{i})={\frac {1}{n}}\sum _{i=0}^{n}\left(y_{i}-e_{i}\right)^{2}} ;
Cette fonction n'est pas linéaire, et sa dérivée est plus grande si la prédiction est éloignée de la valeur attendue, permettant ainsi un apprentissage plus rapide. Au contraire, l'erreur moyenne absolue ({\displaystyle \operatorname {MAE} }) a une dérivée constante, et donc un taux d'apprentissage qui ne varie pas :
{\displaystyle \operatorname {MAE} (e_{i},y_{i})={\frac {1}{n}}\sum _{i=0}^{n}\left|y_{i}-e_{i}\right|} ;
En minimisant ces fonctions objectif, les prédictions gagnent en précision.

### Calcul du gradient
Durant la phase d'apprentissage, après avoir calculé les erreurs du réseau de neurones, il est nécessaire de les corriger afin d'améliorer ses performances. Pour minimiser ces erreurs – et donc la fonction objectif –, l'algorithme du gradient est le plus souvent utilisé. Le gradient {\displaystyle \nabla } est calculé afin de connaître la variation de la fonction objectif par rapport aux paramètres {\displaystyle \theta }. Il permet ensuite de modifier ces paramètres proportionnellement à leur impact sur la précision de la prédiction, dans le but d'atteindre après plusieurs itérations le minimum global de la fonction objectif.
La modification des paramètres {\displaystyle \theta } à un instant {\displaystyle t} se fait tel que :
{\displaystyle \theta _{t+1}=\theta _{t}-\alpha \nabla C,}
avec {\textstyle \alpha } un scalaire, le taux d'apprentissage, et {\textstyle \nabla C} le gradient de la fonction objectif. L'algorithme du gradient permet donc de trouver les paramètres {\displaystyle \theta } du réseau tel que la somme des erreurs faites par les prédictions sur des données d'entrainement {\displaystyle X} soit la plus faible possible, c'est-à-dire que :
{\displaystyle C_{X}(\theta )=\min _{\theta }C_{X}(\theta ).}
Le gradient se calcule avec la dérivée partielle de la fonction objectif par rapport à chacun des paramètres. Lorsqu'il y a plusieurs paramètres à optimiser, il est exprimé comme un vecteur, parfois noté {\textstyle {\vec {\nabla }}}, puis ajouté au vecteur {\textstyle \theta } des paramètres, après avoir été multiplié par le taux d'apprentissage. Le gradient indique la direction vers le maximum de la fonction objectif, et son opposé mène donc vers le minimum,. Son expression est donc :
{\displaystyle \nabla C_{X}(\theta )={\begin{pmatrix}{\dfrac {\partial C}{\partial \theta _{1}}}&{\dfrac {\partial C}{\partial \theta _{2}}}&{\dfrac {\partial C}{\partial \theta _{3}}}&\cdots \end{pmatrix}}^{T}}
Soit {\textstyle \nabla _{i}} le gradient sur un perceptron de la couche {\textstyle k}, alors l'ensemble des gradients de cette couche peuvent être stockés et manipulés dans une matrice jacobienne {\textstyle J_{k}}, c'est-à-dire une matrice contenant les dérivées partielles de la fonction objectif vectorielle sur toute la couche , avec :
{\displaystyle J_{k}={\begin{pmatrix}\nabla _{1}\\\nabla _{2}\\\nabla _{3}\\\vdots \\\nabla _{m}\end{pmatrix}}={\begin{pmatrix}{\dfrac {\partial C}{\partial \theta _{1,1}}}&\cdots &{\dfrac {\partial C}{\partial \theta _{1,n}}}\\\vdots &\ddots &\vdots \\{\dfrac {\partial C}{\partial \theta _{m,1}}}&\cdots &{\dfrac {\partial C}{\partial \theta _{m,n}}}\end{pmatrix}}}
{\displaystyle \nabla C={\frac {\partial C}{\partial \theta _{ij}}}} ;
En utilisant le théorème de dérivation des fonctions composées, la variation de la fonction objectif par rapport à l'un des poids est :
{\displaystyle \nabla C={\frac {\partial C}{\partial w}}={\frac {\partial o}{\partial w}}{\frac {\partial y}{\partial o}}{\frac {\partial C}{\partial y}}} ;
Avec {\displaystyle \partial y/\partial o} la dérivée partielle de la fonction d'activation, et {\displaystyle \partial C/\partial y} la dérivée partielle de la fonction objectif par rapport à la prédiction finale {\displaystyle y}. En développant et en utilisant la règle de dérivation des sommes {\displaystyle {\frac {d}{dx}}\sum _{i}x_{i}=\sum _{i}{\frac {d}{dx}}x_{i}} :
{\displaystyle {\frac {\partial C}{\partial y_{i}}}={\frac {\partial }{\partial y_{i}}}\left({\frac {1}{n}}\sum _{i=0}^{n}(y_{i}-e_{i})^{2}\right)=2(y_{i}-e_{i})} ;
{\displaystyle {\frac {\partial y}{\partial o}}=y(1-y)}, si la fonction sigmoïde sert d'activation, ou {\displaystyle {\frac {\partial y}{\partial o}}=1-y^{2}} pour la tangente hyperbolique ;
{\displaystyle {\frac {\partial o}{\partial w}}=y_{i-1}} ;
L'apprentissage s'arrête lorsque les paramètres convergent vers des valeurs, et que la dérivée de la fonction objectif vaut 0.

### Algorithme de rétropropagation
1. Présentation d'un motif d'entraînement au réseau.
2. Comparaison de la sortie du réseau avec la sortie ciblée.
3. Calcul de l'erreur en sortie de chacun des neurones du réseau.
4. Calcul, pour chacun des neurones, de la valeur de sortie qui aurait été correcte.
5. Définition de l'augmentation ou de la diminution nécessaire pour obtenir cette valeur (erreur locale).
6. Ajustement du poids de chaque connexion vers l'erreur locale la plus faible.
7. Attribution d'un blâme à tous les neurones précédents.
8. Recommencer à partir de l'étape 4, sur les neurones précédents en utilisant le blâme comme erreur.